# Salt River (Gila River)

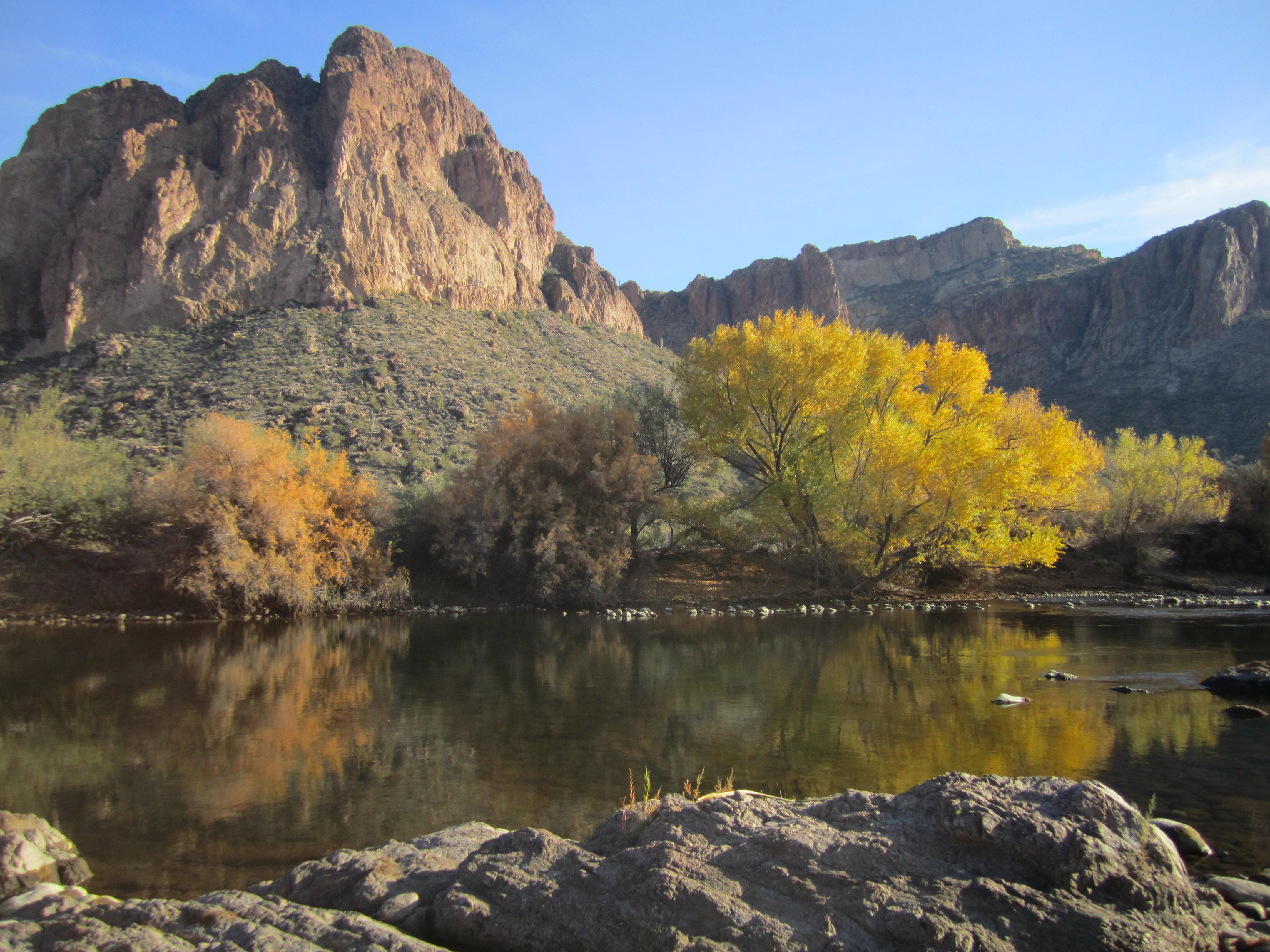
Der Unterlauf im Tonto National Forest.

Der Salt River (O'Odham-Pima: On'k Akimel) ist ein Nebenfluss des Gila River (O'Odham-Pima: Keli Akimel oder einfach Akimel, in Quechan: Haa Siʼil) mit einer Länge von 322 km im zentralen Arizona.
Er entsteht im Osten des Gila Countys beim Zusammenlauf des White River mit dem Black River bei Mogollon Rim und Natanes Plateau. Er bildet die Grenze zwischen der Apache-Indianerreservation im Norden und der San-Carlos-Indianerreservation im Süden. Er fließt nordwestlich durch den Salt River Canyon, dann südwestlich durch den Tonto National Forest. 
Der Salt River gehört zu den ersten systematisch zur Wassergewinnung aufgestauten Flüssen im Amerikanischen Südwesten. Das Salt River Project begann 1903, nur ein Jahr nach der Verabschiedung des Newlands Reclamation Act von 1902 mit dem die Bundesregierung die Zuständigkeit für die Wasserversorgung im Westen übernahm und das United States Bureau of Reclamation gegründet wurde. Zum Projekt gehören die Stauseen Theodore Roosevelt Lake (gebildet vom Roosevelt Dam), Apache Lake (Horse Mesa Dam), Canyon Lake (Mormon Flat Dam), Saguaro Lake (Stewart Mountain Dam) und rund 2000 km Kanäle unterschiedlicher Größe zur Verteilung des Wassers vorwiegend für den Bewässerungsfeldbau, aber auch zur Trinkwasserversorgung des Großraums Phoenix, Arizona. Das 1906 am Salt River fertiggestellte Wasserkraftwerk war das erste staatliche Projekt seiner Art in den Vereinigten Staaten.
Nahe Fountain Hills mündet der Verde River in den Fluss. Ab dem Stauwehr Granite Reef, das sich ca. 6,4 km unterhalb des Zusammenflusses von Salt und Verde River befindet, ist der Salt River gewöhnlich ausgetrocknet, da sein Wasser in den Arizona und den Southern Canal abgeleitet wird. Bei Mesa gibt es viele Wehre, die das Wasser in Kanäle verteilen. Bei Tempe fließt er durch den Tempe Town Lake. Hier erhebt sich am südlichen Ufer der Tempe Butte.
Der Salt River lag im Kern des Siedlungsgebietes der prähistorischen Hohokam-Kultur zwischen etwa den Jahren 300 und 1500. Die Hohokam bauten Bewässerungskanäle und leiteten Nebenflüsse des Salt Rivers innerhalb ihres Flussbettes um, um durch Sedimente die Bodenqualität zu verbessern. Entlang des Salt River und des Gila River lebten zwei Untergruppen der Akimel O'Odham (oft als Fluss-Pima bezeichnet), die sich nach den Flüssen nannten, an denen ihre Siedlungen lagen: die On'k Akimel O'Odham (‘Salt River People’) und die Keli Akimel O'Odham (‘Gila River People’). 